# 東京大学新聞社
公益財団法人東京大学新聞社（とうきょうだいがくしんぶんしゃ）は、東京大学の学生新聞である東京大学新聞を発行する公益財団法人。元文部科学省所管。記事の執筆・編集は全て現役東大生・東大院生の手で行われている。

## 歴史
前身の「帝国大学新聞」は1920年12月25日に創刊。1944年に京都帝国大学新聞と合併し「大学新聞」と改題。1946年には4月に「学園新聞」（現在の京都大学新聞の前身）を分離した後、5月に題名を「帝国大学新聞」に戻し、1947年10月に「東京大学新聞」となるが、1948年末に同新聞は休刊となってしまう。
現在の東京大学新聞の直接の母体は、1949年に創刊された「東京大学学生新聞」。その後1957年に題名を「東京大学新聞」と改め、以後現在に至るまで発行を続けている。なお、文部科学省への届出では設立日（財団法人としての設立）は1946年11月15日。その後、2011年4月1日に公益財団法人へ移行。2021年4月より、長らく続いた週刊から月刊へ発行形態を変更した。

## 組織概要
- 所在地：東京都文京区本郷7丁目3番1号 東京大学構内（〒113-8691）
- 理事長：川出良枝（東京大学大学院法学政治学研究科教授）
- 役員・評議員：理事9名、監事2名、評議員7名[1]
- 編集部：現役東大生・東大院生で構成される。活動している部員は70名ほど
- 業務部：経理やDTPなどを担当する社会人社員で構成される。

## 新聞・発行物

### 東京大学新聞
長らく週刊紙であったが、2021年4月から原則として月1回発行（24ページ）となっており、通常号は1部500円。誰でも購読でき、1号のみ郵送で取り寄せることも可能。毎年秋には東大教員や現役東大生による科目ごとの勉強法アドバイスを記載した「受験生特集号」、春には前期日程試験の合格発表にあわせ「合格記念号」を発行している。なお、同じく東京大学の学生新聞である「東大新報」（原理研究会系）とは全く関係はない。

### 東大新聞オンライン
2014年に始まったウェブ版。紙面記事の一部と、オンラインの独自記事を掲載している。

### 東京大学新聞年鑑
年1回、前年の「東京大学新聞」の記事をまとめた『東京大学新聞年鑑』を発行している。

### 東大20XX
東大を目指す受験生や東大生向けに、独自のムック本『東大20XX』（20XXは発行年の西暦）を毎年夏に発行している。

## 関係者
- 松下圭一
- 森稔
- 江副浩正
- 伊藤成彦
- 加藤哲郎
- 想田和弘
- 村瀬拓男
- 林香里
- 宍戸常寿